# Siemens PLM Software
Siemens PLM Software (до 2007 г. UGS Corp.) бизнес-подразделение департамента Digital Factory немецкого концерна Siemens AG — один из ведущих поставщиков программных средств и услуг по управлению жизненным циклом изделия (англ. PLM) и управлению технологическими процессами (MOM). Компания инсталлировала свыше 15 млн лицензий программного обеспечения более чем в 140 000 компаний по всему миру. Штаб-квартира расположена в г. Плейно, штат Техас
.
Программные решения Siemens PLM Software используются предприятиями аэрокосмической и оборонной промышленности, автомобилестроения и транспорта, промышленного и тяжелого машиностроения, судостроительной промышленности, электроники и полупроводниковой техники, энергетики и городской инфраструктуры, медицины и фармацевтики, отрасли потребительских товаров и розничной торговли.

## Продукты компании
- NX — набор программных модулей для решения CAD/CAM/CAE задач промышленных предприятий. Используется на всех этапах создания цифрового макета изделия и технологической подготовки производства: для промышленного дизайна, проектирования, инженерного анализа, создания технической документации, разработки инструментов, оснастки и управляющих программ, подготовки производства и т. п.
- Simcenter — портфель продуктов для инженерного анализа, включающий в себя инструменты для проведения 1D- и 3D-расчётов, физических испытаний, управления данными инженерного анализа, прогнозирования технических характеристик и поведения изделия.
- Teamcenter — интегрированный набор PLM и cPDM решений, обеспечивающий организацию коллективной работы сотрудников предприятия (группы предприятий) с данными об изделиях и связанных с ними процессах. Использование системы Teamcenter позволяет предприятию резко повысить отдачу от применения CAD/CAM/CAE систем.
- Solid Edge — система твердотельного и поверхностного моделирования, в которой реализованы как параметрическая технология моделирования на основе конструктивных элементов и дерева построения, так и технология вариационного прямого моделирования.
- LMS — программные продукты для моделирования мехатронных систем и проведения испытаний в процессе проектирования, предназначенный для решения  сложных инженерных задач, связанных с интеллектуальными системами в автомобилестроительной и аэрокосмической промышленности, а также других высокотехнологичных отраслях.
- Tecnomatix — многофункциональный набор решений для автоматизированной подготовки и автоматизации производства. Система связывает воедино технологию производства и проектирование изделий, включая разработку техпроцессов, имитационное моделирование и управление производством.
- Fibersim — решение для проектирования инновационных деталей и изделий из композиционных материалов.
- Syncrofit — линейка специализированных программ для конструкторско-технологического проектирования сложных сборок и крупных узлов авиационной техники.
- Omneo — облачное решение для обработки и анализа больших данных, хранящихся в информационных системах предприятия: PLM, ERP, MES, QMS,  CRM, IoT.
- Active Integration — решение, которое позволяет интегрировать систему Teamcenter с другими информационными системами предприятия: ERP, MES, CRM.
- Catchbook — приложение для построения чертежей на планшетах и смартфонах, поддерживающее совместную работу.
- Mastertrim — решение для конструкторско-технологического проектирования пассажирских сидений и элементов интерьера автомобиля.
- Компоненты PLM — средства для разработки 3D-решений, позволяющие повысить эффективность использования решений CAD/CAM/CAE: 
  - Parasolid — ядро 3D-моделирования
  - D-Cubed — решатели геометрических ограничений
  - Kineo — инструменты для построения траекторий
  - PLM Vis — инструмент для выполнения 2D/3D визуализации, анализа и разметки в пользовательских приложениях.
  - Rulestream Engineer-to-Order — решение, позволяющее получать, управлять и повторно использовать корпоративную интеллектуальную собственность для автоматизации процессов проектирования на всем предприятии
  - Поддержка форматов обмена данными между приложениями PLM: формат JT, стандартизованный по ISO, широко распространенный и используемый формат Parasolid XT, а также PLM XML.
- Quality Planning Environment (QPE) — решение для оптимизации технологических процессов, позволяющее создавать планы контроля качества на основе 3D-моделей.
- STAR-CCM+, STAR-CD, HEEDS — системы численного моделирования, помогающие инженерам быстро находить оптимальный вариант конструкции.
- Портфель программных решений для управления технологическими процессами предприятия (MOM): SIMATIC IT Production Suite (MES), SIMATIC IT R&D Suite, SIMATIC IT Intelligence Suite, SIMATIC IT Preactor, SIMATIC WinCC SCADA, Camstar Enterprise Platform, IBS QMS
- Polarion - web-решение для управления жизненным циклом приложений и программного обеспечения (ALM)
- CAM Express модульный, конфигурируемый пакет решений для числового программного управления станками (ЧПУ).

## История компании

### Начало пути: United Computing (1963—1975 гг.)
Компания United Computing (теперь Siemens PLM Software) была основана в 1963 году в городе Торранс (штат Калифорния, США). Первым коммерческим продуктом компании стал выпущенный в 1969 году пакет UNIAPT, один из первых CAM-пакетов, предназначенных для конечных пользователей. В 1973 году компания приобрела у MGS системную программу Automated Drafting and Machining (ADAM). Данный системный код лег в основу продукта UNI-GRAPHICS, с 1975 года начались коммерческие поставки продукта.

### В составе McDonnell Douglas (1976—1991 гг.)
В 1976 году авиационная компания McDonnell Douglas (сейчас Boeing) приобрела United Computing, сделав её своим новым CAD/CAM подразделением — Unigraphics Group — в составе группы Systems Integration. В этот период, в 1980 году был выпущен программный продукт Unigraphics, ознаменовавший новое достижение компании в области автоматизированного 3D-конструирования. В 1988 году McDonnell Douglas купила Shape Data Ltd. — компанию, создавшую ядро твердотельного моделирования Parasolid, в дальнейшем ставшего основой продуктов Unigraphics.

### В составе EDS (1991—2004 гг.)
В 1991 году подразделение McDonnell Douglas Systems Integration было приобретено компанией Electronic Data Systems (EDS), которая образовала новое подразделение — EDS Unigraphics.
На протяжении нескольких лет EDS приобретает ряд ключевых компаний и интегрирует их бизнес с Unigraphics, в том числе Engineering Animation (англ., системы визуализации), Applicon (англ., автоматизация проектирования электронных приборов и устройств), SDRC (англ.) (бывший конкурент Unigraphics).
В 1995 году EDS принимает стратегическое решение открыть для других разработчиков ПО лицензию на Parasolid. В результате, Parasolid фактически стал промышленным стандартом ядра геометрического моделирования. На начало 2013 году Parasolid лицензирован SolidWorks, T-Flex, Ansys, Autodesk Moldflow, Powershare, Adams, Edgecam, Esprit, GibbsCAM, Patran и другим
В 2003 году EDS Unigraphics был получен исходный код на MSC.Nastran 2001, возможности Nastran CAE позже были добавлены к NX для формирования полного пакета решений CAD/CAM/CAE.

### UGS Corp. (2004—2007 гг.)
В 2004 году Electronic Data Systems продала UGS частной группе компаний, состоящей из Bain Capital (англ.), Silver Lake Partners (англ.) и Warburg Pincus (англ.). В 2005 году UGS приобрела компанию Tecnomatix Technologies Ltd.

### Siemens PLM Software (2007 г. — по настоящее время)
24 января 2007 года концерн Siemens AG объявил о намерении приобрести компанию UGS Corp. — разработчика программного обеспечения PLM и PDM. Сделка, стоимостью $ 3,5 млрд, была завершена 4 мая 2007 года, UGS Corp. стала Siemens PLM Software и вошла в состав департамента Siemens Industry Automation Division

Весной 2008 г. Siemens представил синхронную технологию, которая ознаменовала революцию в области автоматизированного проектирования. Новая технология интегрирована в программные продукты NX и Solid Edge. 
В конце 2010 года Siemens объявил о намерении приобрести компанию Vistagy (проектирование изделий из композиционных материалов), в начале 2011 года сделка получила одобрение и была завершена. 
В течение 2012 года Siemens объявил о покупке компаний Perfect Costing Solutions (управление стоимостью изделия), Kineo CAM (моделирование кинематики), LMS (разработка САЕ-решений). 
В декабре 2012 года разработанный Siemens формат данных JT был принят в качестве первого в мире международного стандарта ISO для легковесного представления и обмена 3D-информацией.
В декабре 2013 года Siemens приобрела компанию TESIS PLMware Gmbh для пополнения своего продуктового портфеля решениями для интеграции PLM-систем с корпоративными информационными системами класса ERP, MES, CRM, SCM.
В октябре 2014 года Siemens объявила о покупке компании Camstar — разработчика интегрированных систем управления производственными процессами (MES-систем).
В ноябре 2015 года Siemens объявила о покупке компании Polarion — создателя первого корпоративного web-решения по управлению жизненным циклом программного обеспечения (ALM). 
25 января 2016 года  Siemens объявила о приобретении компании CD-adapco  — ведущего разработчика программных решений в области гидрогазодинамических расчётов. Стоимость сделки составила 970 млн. долларов США.
14 ноября 2016 года Siemens объявила о покупке компании Mentor Graphics — разработчика систем автоматизации проектирования электронных систем.

## Компания в России
Российское представительство компании существует с 1992 года. В отличие от других подразделений Siemens, входящих в России в ООО «Сименс», оно работает как отдельное юридическое лицо — ООО «Сименс Индастри Софтвер». Центральный офис Siemens PLM Software в России находится в Москве, региональные представительства расположены в Санкт-Петербурге и Екатеринбурге. 